# Selección de fútbol playa de Perú
La selección de fútbol playa del Perú es el equipo representativo del país en las competiciones oficiales de fútbol playa. Su organización está a cargo de la Federación Peruana de Fútbol, la cual es miembro de la Confederación Sudamericana de Fútbol y de la FIFA.
Su debut se produjo el 18 de enero de 1998 ante la selección de Argentina en el Campeonato Mundial de Fútbol Playa (BSWW) de aquel año. Ha sido invitado a cinco ediciones del  Campeonato Mundial de Fútbol Playa (BSWW), (1998, 1999, 2000, 2002 y 2004), siendo su mejor resultado el subcampeonato alcanzado en el 2000. En cuanto a la Copa Mundial de Fútbol Playa de FIFA no ha logrado clasificarse nunca.
La selección de fútbol playa del Perú participa cada dos años en el Campeonato de Fútbol Playa de Conmebol, clasificatorio para la Copa Mundial de Fútbol Playa de FIFA. Su mejor participación en un Campeonato de Fútbol Playa de Conmebol ha sido en la edición de 2019 cuando ocupó el quinto puesto.

## Estadísticas

### Copa Mundial de Fútbol Playa FIFA
| Copa Mundial de Fútbol Playa FIFA | Copa Mundial de Fútbol Playa FIFA | Copa Mundial de Fútbol Playa FIFA | Copa Mundial de Fútbol Playa FIFA | Copa Mundial de Fútbol Playa FIFA | Copa Mundial de Fútbol Playa FIFA | Copa Mundial de Fútbol Playa FIFA | Copa Mundial de Fútbol Playa FIFA |
| Año                               | Ronda                             | J                                 | G                                 | G+                                | P                                 | GF                                | GC                                |
| --------------------------------- | --------------------------------- | --------------------------------- | --------------------------------- | --------------------------------- | --------------------------------- | --------------------------------- | --------------------------------- |
| 2005                              | No clasificó                      | No clasificó                      | No clasificó                      | No clasificó                      | No clasificó                      | No clasificó                      | No clasificó                      |
| 2006                              | No clasificó                      | No clasificó                      | No clasificó                      | No clasificó                      | No clasificó                      | No clasificó                      | No clasificó                      |
| 2007                              | No participó                      | No participó                      | No participó                      | No participó                      | No participó                      | No participó                      | No participó                      |
| 2008                              | No clasificó                      | No clasificó                      | No clasificó                      | No clasificó                      | No clasificó                      | No clasificó                      | No clasificó                      |
| 2009                              | No clasificó                      | No clasificó                      | No clasificó                      | No clasificó                      | No clasificó                      | No clasificó                      | No clasificó                      |
| 2011                              | No clasificó                      | No clasificó                      | No clasificó                      | No clasificó                      | No clasificó                      | No clasificó                      | No clasificó                      |
| 2013                              | No clasificó                      | No clasificó                      | No clasificó                      | No clasificó                      | No clasificó                      | No clasificó                      | No clasificó                      |
| 2015                              | No clasificó                      | No clasificó                      | No clasificó                      | No clasificó                      | No clasificó                      | No clasificó                      | No clasificó                      |
| 2017                              | No clasificó                      | No clasificó                      | No clasificó                      | No clasificó                      | No clasificó                      | No clasificó                      | No clasificó                      |
| 2019                              | No clasificó                      | No clasificó                      | No clasificó                      | No clasificó                      | No clasificó                      | No clasificó                      | No clasificó                      |
| 2021                              | No clasificó                      | No clasificó                      | No clasificó                      | No clasificó                      | No clasificó                      | No clasificó                      | No clasificó                      |
| Total                             | 0/11                              | -                                 | -                                 | -                                 | -                                 | -                                 | -                                 |

### Campeonatos Conjuntos (con la CONCACAF)
| Campeonatos Conjuntos (con la CONCACAF) | Campeonatos Conjuntos (con la CONCACAF) | Campeonatos Conjuntos (con la CONCACAF) | Campeonatos Conjuntos (con la CONCACAF) | Campeonatos Conjuntos (con la CONCACAF) | Campeonatos Conjuntos (con la CONCACAF) | Campeonatos Conjuntos (con la CONCACAF) | Campeonatos Conjuntos (con la CONCACAF) |
| Año                                     | Ronda                                   | J                                       | G                                       | G+                                      | P                                       | GF                                      | GC                                      |
| --------------------------------------- | --------------------------------------- | --------------------------------------- | --------------------------------------- | --------------------------------------- | --------------------------------------- | --------------------------------------- | --------------------------------------- |
| 2005                                    | Fase de grupos                          | 3                                       | 0                                       | 0                                       | 3                                       | 5                                       | 15                                      |
| 2007                                    | No participó                            | No participó                            | No participó                            | No participó                            | No participó                            | No participó                            | No participó                            |
| Total                                   | 1/2                                     | 3                                       | 0                                       | 0                                       | 3                                       | 5                                       | 15                                      |

### Campeonato de Fútbol Playa de Conmebol
| Campeonato de Fútbol Playa de Conmebol | Campeonato de Fútbol Playa de Conmebol | Campeonato de Fútbol Playa de Conmebol | Campeonato de Fútbol Playa de Conmebol | Campeonato de Fútbol Playa de Conmebol | Campeonato de Fútbol Playa de Conmebol | Campeonato de Fútbol Playa de Conmebol | Campeonato de Fútbol Playa de Conmebol |
| Año                                    | Ronda                                  | J                                      | G                                      | G+                                     | P                                      | GF                                     | GC                                     |
| -------------------------------------- | -------------------------------------- | -------------------------------------- | -------------------------------------- | -------------------------------------- | -------------------------------------- | -------------------------------------- | -------------------------------------- |
| 2006                                   | Sexto lugar                            | 5                                      | 0                                      | 0                                      | 5                                      | 7                                      | 25                                     |
| 2008                                   | Fase de grupos                         | 3                                      | 0                                      | 0                                      | 3                                      | 10                                     | 23                                     |
| 2009                                   | Fase de grupos                         | 3                                      | 0                                      | 0                                      | 3                                      | 7                                      | 19                                     |
| 2011                                   | Fase de grupos                         | 4                                      | 0                                      | 1                                      | 3                                      | 13                                     | 32                                     |
| 2013                                   | Octavo lugar                           | 6                                      | 2                                      | 0                                      | 4                                      | 15                                     | 20                                     |
| 2015                                   | Sexto lugar                            | 6                                      | 2                                      | 1                                      | 3                                      | 31                                     | 28                                     |
| 2017                                   | Séptimo lugar                          | 6                                      | 2                                      | 1                                      | 3                                      | 19                                     | 31                                     |
| 2019                                   | Quinto lugar                           | 5                                      | 2                                      | 1                                      | 2                                      | 27                                     | 27                                     |
| 2021                                   | Octavo lugar                           | 5                                      | 1                                      | 0                                      | 4                                      | 13                                     | 19                                     |
| Total                                  | 9/9                                    | 43                                     | 9                                      | 4                                      | 30                                     | 142                                    | 224                                    |

### Copa América de Fútbol Playa
| Copa América de Fútbol Playa | Copa América de Fútbol Playa | Copa América de Fútbol Playa | Copa América de Fútbol Playa | Copa América de Fútbol Playa | Copa América de Fútbol Playa | Copa América de Fútbol Playa | Copa América de Fútbol Playa |
| Año                          | Ronda                        | J                            | G                            | G+                           | P                            | GF                           | GC                           |
| ---------------------------- | ---------------------------- | ---------------------------- | ---------------------------- | ---------------------------- | ---------------------------- | ---------------------------- | ---------------------------- |
| 2016                         | Quinto lugar                 | 5                            | 3                            | 0                            | 2                            | 20                           | 19                           |
| 2018                         | Séptimo lugar                | 5                            | 1                            | 1                            | 3                            | 27                           | 26                           |
| 2022                         | Quinto lugar                 | 5                            | 3                            | 0                            | 2                            | 18                           | 13                           |
| Total                        | 3/3                          | 15                           | 7                            | 1                            | 7                            | 65                           | 58                           |

### Campeonato Mundial de Fútbol Playa (BSWW)
| Año  | Ronda            | Posición     | PJ           | PG           | PE           | PP           | GF           | GC           |
| ---- | ---------------- | ------------ | ------------ | ------------ | ------------ | ------------ | ------------ | ------------ |
| 1995 | No participó     | No participó | No participó | No participó | No participó | No participó | No participó | No participó |
| 1996 | No participó     | No participó | No participó | No participó | No participó | No participó | No participó | No participó |
| 1997 | No participó     | No participó | No participó | No participó | No participó | No participó | No participó | No participó |
| 1998 | Semifinal        | 4.º          | 6            | 3            | 1            | 2            | 29           | 34           |
| 1999 | Semifinal        | 4.º          | 5            | 3            | 1            | 1            | 17           | 12           |
| 2000 | Final            | 2.º          | 5            | 4            | 0            | 1            | 23           | 12           |
| 2001 | Cuartos de final | 7.º          | 3            | 1            | 0            | 2            | 9            | 16           |
| 2002 | No participó     | No participó | No participó | No participó | No participó | No participó | No participó | No participó |
| 2003 | No participó     | No participó | No participó | No participó | No participó | No participó | No participó | No participó |
| 2004 | Primera fase     | 9.º          | 2            | 0            | 0            | 2            | 5            | 10           |

## Entrenadores
| Entrenador         | Período |
| ------------------ | ------- |
| Jaime Duarte.      |         |
| Camilo Maruy.      |         |
| Enrique Polanco.   | 2017    |
| Francisco Castelo. | 2018-   |

## Palmarés

### Campeonato Mundial de Fútbol Playa
- Subcampeón (1): 2000.[12]
- Cuarto lugar (2): 1998, 1999.

### Mundialito de Fútbol Playa
- Subcampeón (1): 1998.[13]

### Juegos Suramericanos de Playa
- Tercer lugar (1): 2022.[14]

### Juegos Bolivarianos de Playa
- Tercer lugar (1): 2012.[15]

### Sudamericano Sub-20 de Fútbol Playa
- Cuarto Lugar (1): 2019.